# Little Houghton (South Yorkshire)
Little Houghton – osada w Anglii, w hrabstwie ceremonialnym South Yorkshire, w dystrykcie metropolitalnym Barnsley. Leży 20 km na północ od miasta Sheffield i 242 km na północ od Londynu.